# Kalk (Stara Kiszewa)
Kalk – część wsi Stara Kiszewa w Polsce, położona w województwie pomorskim, w powiecie kościerskim, w gminie Stara Kiszewa, na zachód od Starej Kiszewy i na północnym obrzeżu kompleksu leśnego Borów Tucholskich.
W latach 1975–1998 Kalk położony był w województwie gdańskim.